# Daniel Giraud
Daniel Giraud, né le 10 janvier 1946 à Marseille et mort le 6 octobre 2023 à Saint-Girons, est un essayiste, traducteur, et poète libertaire français. Il était aussi musicien de blues sous le nom de scène Dan Giraud.
Il a traduit des poèmes d'écrivains chinois et japonais tels que Li Po, Hanshan, Ryōkan, Sengcan, et écrit des textes et récits sur la pensée chinoise chan, ses voyages, l'alchimie et l'astrologie.

## Biographie
Après deux années de dessin aux Beaux-Arts de Marseille, Daniel Giraud publie ses premiers poèmes en 1965 dans les revues La Source poétique, Vivre Libre.
En 1966, il obtient le diplôme d'assistant-réalisateur dans une école de cinéma (CICF) de Paris.
À partir de 1972, il vit en Ariège dans les Pyrénées,.
En 1977, il crée la revue poétique et métaphysique Révolution Intérieure : N°1 - (J. Carteret, P. Lavastine...) / N°2 (E. Jünger, A. Crowley…) / n°3 (C. Juliet, S. Sautreau…) /  n° 4 (spécial Orient). En 1987, parution du dernier numéro, pour cause de problèmes financiers, de Révolution Intérieure n° 5 (spécial poésie chinoise et coréenne).
En 1981, il joue le rôle du « colporteur » dans le film Le Retour de Martin Guerre réalisé par Daniel Vigne.
Depuis les années 1990, il a réalisé une quinzaine d'interviews, reçu plusieurs bourses, fait de nombreux voyages (Afrique, Asie).
Il auto-publie un certain nombre de ses écrits sous l'édition Révolution intérieure.
Il se donne la mort le 6 octobre 2023 à Saint-Girons

## Publications

### Essais
- L'État et la Religion ou La pourriture du corps et de l'esprit : au révolté, mon allié ; au libertaire, mon frère..., Paris : La Ruche ouvrière, 1967
- Primauté et liberté de l'individu, Paris : Oseretresoietsefoutredureste 1968.
- Friedrich Nietzsche : dithyrambe à Dionysios le crucifié 1970
- L’Être et le cosmos, Saint-Girons : Ed. D. Giraud, 1972
- Le Silence de l’abîme, 1975
- Être sans Être, Ed. Arcam 1979
- Le Soleil, le Cœur et l’Or, Ed. Sophon. 1983
- Embrassant l’Entre-deux, Ed. Révolution intérieure 1986
- Ivre de Tao, Li Po, (essai et traduction) Ed. Albin Michel 1989
- Métaphysique de l’astrologie, Ed. Veyrier 1989. Réédité aux Ed. Dervy
- Jean Carteret, alchimiste du verbe, Ed. La Table d’Emeraude 1993
- Artaud, Breton, Tzara (Rewidiage,1997)
- Le Rien du Tout, Saint-Girons : Révolution Intérieure, 1999
- Lilith, la Lune Noire, (essais collectifs) Gouttelettes de rosée 2000,  (ISBN 2913736068)
- Tout est vain, sur le Kohélet Ed. Révolution intérieure 2009
- Thélème de Rabelais, interprétation en français contemporain d'un texte tiré du Gargantua de François Rabelais, Ed. Clapàs, 2010
- Hi k'ang : Un sage taoïste dans une forêt de bambous, Ed. Accarias, 2012  (ISBN 9782863162040)
- Agir sans agir, Ed. Almora, 2012   (ISBN 9782351180808)
- Tao et anarchie, Ed Almora, 2017  (ISBN 9782351183229)
- Je cherche un homme, Diogène le libertaire Ed. Arqa 2017
- Le passager des bancs publics, Ed Libertaires 2021[6]
- Tout doit disparaitre, Venus d'Ailleurs, 2023, 100 p.

### Traductions
- Gravé au cœur de la foi, traduction du Hsin Hsin Ming de Sengcan, Saint-Girons : Révolution Intérieure, 1986
- I Ching et Tao Te Ching, traduction du Yi Jing, et traduction du Tao Tö King de Lao Tseu, Ed. Courrier du Livre, 1989
- Hsin Hsin Ming, traité de spiritualité Ch'an du VIe siècle, traduction du Hsin Hsin Ming de Sengcan, Ed. Arfuyen 1992,  (ISBN 2908825198)
- Les Yeux du Dragon, une anthologie de poésie chinoise, traduction de poèmes de Ruan Ji, Ryōkan et autres auteurs chinois, Ed. Le Bois d'Orion, 1993,  (ISBN 9782909201030)
- Tchouang Tseu, traduction d’extraits de Tchouang-tseu, Ed. La Main Courante 1993
- Écrits de l’Esprit - Le Sin Sin Ming et le Sin Ming, nouvelle traduction du Sin Sin Ming de Sengcan et traduction du Sin Ming poème attribué à Fa-Jung, Ed. Arma Artis 2006
- Yi King, texte et interprétation, nouvelle traduction du Yi King, Ed. Bartillat 2003 - Ed. Pocket 2008
- Lao Tseu, le Livre de la Voie et de la conduite, nouvelle traduction du Tao Tö King de Lao Tseu, Ed. L'Harmattan, 2011
- La Voie de Montfroid, tiré de poèmes de Hanshan, Ed. Révolution Intérieure, 2011
- Han Shan, Le Fils de la Montagne froide, Ed. Orphée La Différence, 2016  (ISBN 9782729122805)
- L'art d'apprivoiser le buffle, les dix images du buffle, Ed. Arqa
- Fa Jung. Gravé à l'esprit. Sin Ming. Ed. L'Atelier de l'agneau. 2023

### Récits et romans
- Le Voyage vertical, Ed. Tastet 1980
- Les Étoiles en plein jour, Ed. L’originel 1984
- Au Vif de l’instant, Ed. Blockhaus 1990 réédition Dervy 2000
- Randonnée chinoise, Ed. Noël Blandin, préface de J. Pimpaneau 1993
- Quelque part, récit, Ed. Bartillat 2002, préface de Marcel Moreau.
- Rem le sage, vie et œuvre d’un hérésiarque, Ed. Révolution intérieure, 2006
- Récits de sagesse d'Extrême-Orient : Récits du Tao, du Tch'an et du Zen, Ed. l’Originel 2007
- Feeling, roman en langage cajun-louisianais, préface de Bobby Michot, Ed. Révolution Intérieure, 2007
- La Palpite, Ed. Séguier, 2009
- Les buveurs de sang, roman, Libertaires Ed., 2011  (ISBN 9782919568116)[7]
- Libertalia, presqu'île de la liberté, Ed. Le bois d'Orion, 2015

### Poésie
- La Négation fait l’homme, Saint-Girons (France) : Ed. de Mézigue (poème et dessins), préface de Gaston Criel 1969
- Lumière d’encre, Ed. Millas Martin 1972
- Il était une fois dans le sud-ouest, Ed. Athanor de la colline de jade, 1974
- Le Sang de la tête, Ed. Daniel Delort, 1976
- L’espace du silence, Ed. des Quatre Fils, 1984
- L’échappée belle, Saint-Girons : Révolution intérieure, préface de Claude Pélieu, 1987
- Un Casse-dalle pour ne pas la crever, Ed. Le Dépli Amoureux, 1989
- Transit à Saint-Naze, Ed. Cahiers de Nuit, 1994
- Par Voie et par chemins, préface de Serge Sautreau, 1994 (réédition 2006)
- Flanant sous le ciel: ballade autour d'une quarantaine de poèmes chinois du Tao et du Ch'an, journal et traductions, Ed. Blockhaus 1994
- Les Chrysanthèmes dans le cercueil (haïkus) Ed. Derrière la salle de Bains 1996
- Le Journal des secrets, avec Niagara La Détrempée, Saint-Girons : Révolution Intérieure, 1997
- Sagesse libertaire, aphorismes, Ed. Terre Blanche 1997
- A cœur perdu, Ed. Clapàs (préface de Serge Pey) 2000
- Qu’ai-je fait au ciel pour mériter la terre ?, Ed. Gros Textes 2003
- Li Po, l’exilé du ciel, Ed. Serpent à plume 2004 - Ed. Le Rocher Collection Motifs 2008
- Conduite intérieure, (illustrations Nathalie Yousfi), Ed. Gros Textes 2008
- Intérieur/Extérieur, Ed. Séguier 2010
- Ouaille !, Ed. Clapas, 2012
- All to no-thing, préface de Claude Pélieu, Ed. Fage 2014
- La tournante des images et des ombres, 2015  (ISBN 9791094753026)
- Le poids des nuages, Les éditions du contentieux 7, rue des Gardénias, 31100 Toulouse, 2021[4]

### Astrologie
- Guide d’interprétation astrologique, Ed. Albin Michel 1988  (ISBN 9782226033895)
- Cours complet d'astrologie en 36 leçons, Ed. Trajectoire, 2003  (ISBN 9782841972876)
- Comment s'affranchir de son thème astrologique, Ed. Arqa, 2016

### Journaux
- Le Fond de l’air et l’âme de fond, Ed. Blockhaus 1996
- Brinquebale en Chine et au Turkestan, Ed. Le Givre de l’éclair 1996

## Discographie
Sous son nom
- La Palpite sans garde-fou

Sous le nom de scène Dan Giraud
- Le Cri du chant
- Live à l'Alto Café

### Sources
- France Culture, 17 septembre 2010, écouter en ligne.
- documents en ligne sur Gallica.
- Decitre : notice.
- extrait de bibliographie lechoixdeslibraires.

.